# Gasolina aditivada

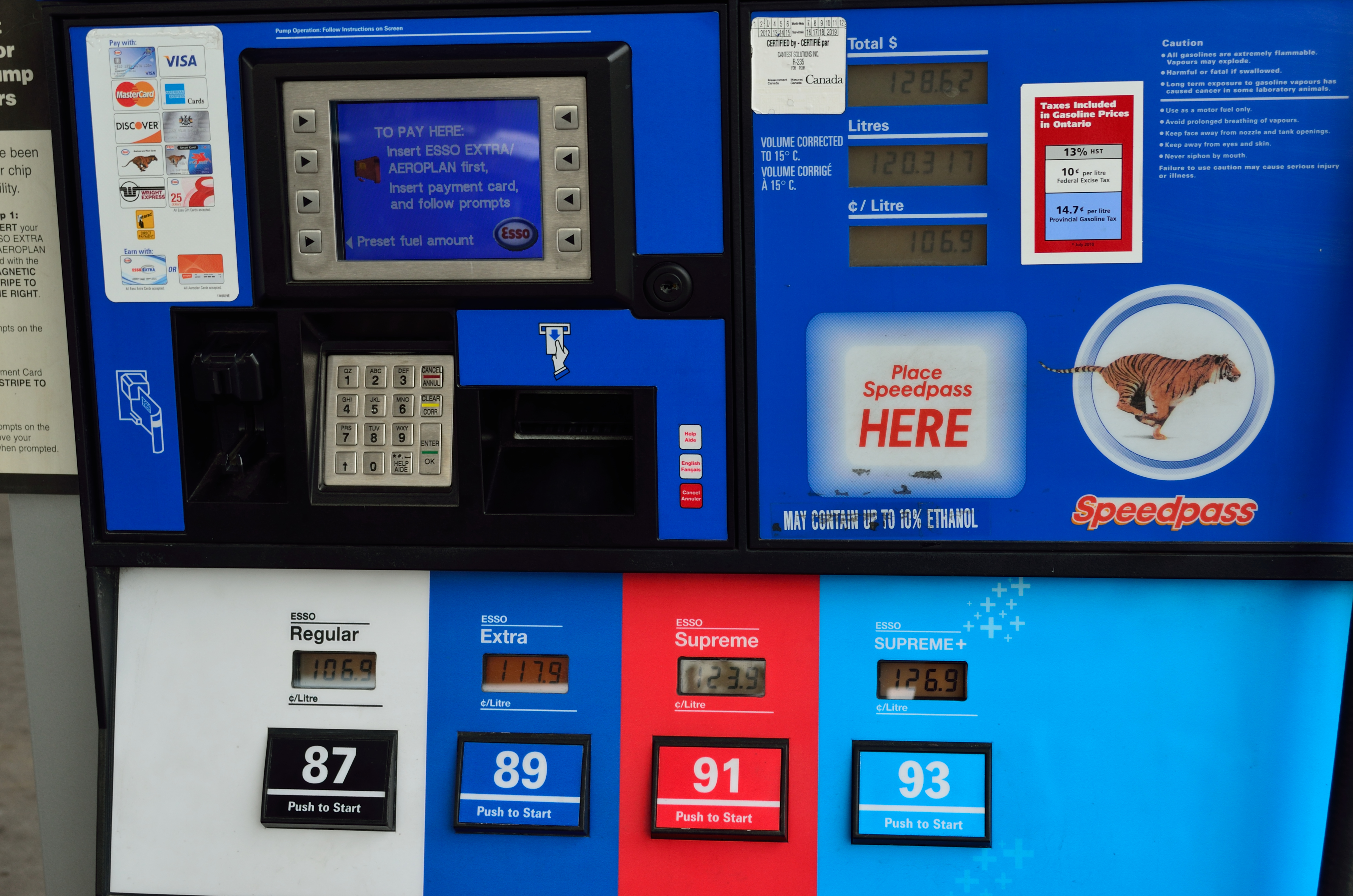
Bomba de combustíveis com diferentes opções de gasolinas aditivadas.

A gasolina aditivada é um tipo de combustível derivado do petróleo que contém substâncias químicas adicionais, conhecidas como aditivos, incorporadas à gasolina comum para melhorar o desempenho e a manutenção dos motores de combustão interna.
Composta por uma mistura de hidrocarbonetos com quatro a doze átomos de carbono, a gasolina aditivada mantém as mesmas propriedades básicas da gasolina comum, incluindo a adição de até 27% de etanol anidro, conforme regulamentado pela Agência Nacional do Petróleo, Gás Natural e Biocombustíveis (ANP) no Brasil. A principal diferença está na inclusão de aditivos como detergentes, dispersantes, anticorrosivos e antioxidantes, que têm a função de limpar e proteger os componentes internos do motor, como bicos injetores, válvulas e pistões.

## Histórico
A gasolina aditivada surgiu como uma evolução da gasolina comum, com o objetivo de atender às crescentes demandas por eficiência e durabilidade nos motores de veículos automotores. No início do século XX, o tetraetil-chumbo era amplamente utilizado como aditivo antidetonante para melhorar a octanagem, mas sua queima liberava chumbo, um metal pesado tóxico, causando poluição ambiental significativa. A partir da década de 1970, preocupações ambientais levaram à proibição do tetraetil-chumbo em diversos países, incluindo o Brasil, onde sua utilização foi gradativamente eliminada. Substitutos como o metil terc-butílico éter (MTBE) e outros aditivos menos poluentes, como detergentes e dispersantes, começaram a ser incorporados. 
No Brasil, a regulamentação da ANP, a partir dos anos 2000, padronizou a adição de etanol anidro e incentivou o uso de aditivos para melhorar a qualidade do combustível. Marcas como Petrobras, Shell e Ipiranga desenvolveram fórmulas específicas de gasolina aditivada, como a Petrobras Grid e a Shell V-Power, com tecnologias voltadas para a limpeza e eficiência do motor.

## Principais aditivos
Os aditivos presentes na gasolina aditivada são selecionados para otimizar o desempenho do motor e minimizar problemas relacionados à combustão e à manutenção. Os principais tipos incluem:
- Detergentes: Removem e previnem o acúmulo de depósitos de carbono em bicos injetores, válvulas de admissão e câmaras de combustão, garantindo uma queima mais eficiente.[6]
- Dispersantes: Evitam a formação de resíduos sólidos, dispersando partículas que poderiam obstruir o sistema de alimentação de combustível.[6]
- Anticorrosivos: Protegem as partes metálicas do motor contra a corrosão, prolongando a vida útil dos componentes.[7]
- Antioxidantes: Retardam a oxidação do combustível, aumentando sua estabilidade e prazo de validade, que pode variar de 12 a 18 meses quando armazenado adequadamente.[7]
- Modificadores de fricção: Reduzem o atrito entre componentes do motor, como pistões e cilindros, melhorando a eficiência e o desempenho.[7]
- Oxigenantes: Como o MTBE, promovem uma combustão mais completa, reduzindo emissões de monóxido de carbono (CO), embora seu uso seja controverso devido ao impacto ambiental e por haver possibilidade de danos ao motor. [8]

## Usos
A gasolina aditivada é amplamente utilizada em veículos com motores de combustão interna, como carros, motocicletas e equipamentos leves movidos a gasolina. É indicada para todos os tipos de motores, mas seus benefícios são mais evidentes em veículos mais antigos ou com alta quilometragem, que tendem a acumular depósitos de carbono devido ao uso prolongado ou a condições de tráfego intenso, como em áreas urbanas. Também é recomendada para veículos que operam em regimes de baixa rotação constante, onde a formação de resíduos é mais comum.
Embora não substitua a gasolina premium (de maior octanagem), a versão aditivada é uma escolha popular em postos de combustíveis no Brasil, sendo oferecida por diversas marcas e facilmente identificada nos bicos de abastecimento.

## Vantagens para os motores
A gasolina aditivada oferece diversos benefícios para os motores, especialmente quando utilizada de forma contínua:
- Limpeza do motor: Os detergentes e dispersantes removem depósitos de carbono, mantendo bicos injetores, válvulas e câmaras de combustão limpos, o que melhora a eficiência da queima.
- Proteção contra corrosão: Os aditivos anticorrosivos protegem componentes metálicos, reduzindo o desgaste e aumentando a longevidade do motor.
- Melhor desempenho: A redução de atrito e a combustão mais limpa proporcionam uma resposta mais suave, embora não aumentem diretamente a potência.
- Economia de combustível: Motores mais limpos podem consumir menos combustível, com estimativas de até 4% de redução no consumo a longo prazo, segundo alguns fabricantes.
- Menor emissão de poluentes: A combustão mais completa reduz emissões de gases como monóxido de carbono e dióxido de carbono, contribuindo para menor impacto ambiental.
- Manutenção preventiva: O uso regular da gasolina aditivada diminui a necessidade de limpezas frequentes dos componentes do motor, reduzindo custos de manutenção.

Apesar de usualmente seu preço ser cerca de 6% mais alto que a gasolina comum, muitos motoristas consideram que os benefícios a longo prazo compensam o custo adicional, especialmente em veículos que requerem maior cuidado com o sistema de combustão. Estimativas indicam que o maior preço do produto pode ser mitigado em médio prazo devido à redução no consumo de combustível propiciada pela maior limpeza interna dos motores.